# Sanshō
Sanshō (jap. 三賞, „drei Preise“) sind die Sonderpreise, die im Rahmen eines Sumō-Turniers an Ringer der Makuuchi-Division vergeben werden können, sofern diese im Turnier mehr Siege als Niederlagen erreichen (Kachikoshi). Yokozuna und Ōzeki sind von der Zuerkennung ausgeschlossen.
Es gibt insgesamt drei verschiedene Auszeichnungen, die alle mit einem Geldpreis von 2 Mio. Yen dotiert sind:
- Ginō-shō (技能賞), Preis für die beste Technik
- Shukun-shō (殊勲賞), Preis für herausragende Leistung
- Kantō-shō (敢闘賞), Preis für den besten Kampfgeist

Diese Preise werden seit November 1947 von einer Jury aus Experten und Journalisten vergeben, wobei nicht unbedingt bei jedem Turnier jeder Preis und auch nicht zwingend jeder Preis nur ein einziges Mal pro Turnier verliehen wird. Zudem kann ein Ringer auch mehrere der Auszeichnungen erhalten.
Gelingt einem Kämpfer aus den Maegashira-Rängen der Sieg über einen Yokozuna (Kinboshi), so zieht dies oft auch einen Shukun-shō nach sich. Es besteht in dieser Situation also ein besonderer Anreiz das Kachikoshi zu erreichen. Beispielsweise konnte Osunaarashi im Juli 2014 die ersten beiden Yokozuna-Begegnungen seiner Karriere für sich entscheiden, musste aber nach einem 7-8 Makekoshi auf den Sonderpreis verzichten.
Erst fünfmal in der Geschichte des Sports gelang es Ringern, alle drei Preise in einem einzigen Turnier auf sich zu vereinigen: Daiju Hisateru im Juli 1973, Ōnishiki Ittetsu im September 1973, Takahanada Kōji im Januar 1992, Dejima Takeharu im Juli 1999 und Kotomitsuki Keiji im November 2000.
Insgesamt am häufigsten ausgezeichnet wurde Akinoshima Katsumi, der neunzehnmal einen der Sanshō erhielt.